# شمس فريدلاندر

غلاف كتاب:دوامة الدراويش

إيرا شمس فريدلاندر (بالإنجليزية: Ira Shems Friedlander)‏،
 مسلم صوفي أمريكي.

## السيرة
فنان بَصَري (تشكيلي)، مربي، شاعر، مخرج سينمائي، وباحث إسلامي.ولد عام 1940م ، في قلب مدينة نيويورك،  كان والديه يعتنقان الديانة اليهودية، وهما من اصول روسية وقد هاجرا إلى الولايات المتحدة الأمريكية، فوالده (سامويل) هاجر من روسيا إلى مونتريال، وعمل فيها بائع شطائر (ساندويش) على متن القطار الرابط بين مونتريال ونيويورك، ثم عمل في اتحاد الكهرباء في نيويورك من خلال أحد اقربائه الذي التقى به في بروكلين واستقر هناك. وعند زيارته إلى مونتريال تعرف على والدة شمس المهاجرة من روسيا ايضاً وتدعى (صوفي) فتزوجها ثم عاد بها إلى نيويورك، حيث ولدت (إيرا) الذي غير إسمه لاحقاً إلى (شمس) وشقيقته في مدينة نيويورك. وعندما بلغ شمس سن التاسعة قرأ قصيدة واثر فيه سطرين منها وهما:«بكيت لأنه لم يكن عندي حذاء..حتى قابلت رجلاً لم يكن عنده أقدام» ولكنه لم يعرف كاتبها ولا اصل القصيدة، وبقيت هذه الكلمات ملتصقة بذاكرته لسنوات، حتى طور شعره الخاص، وفي النهاية توصل إلى معرفة من أين جاءت القصيدة.
وقد فتح شمس بيته الذي كان يسمى بيت التعلم أو بيت المعرفة (Coach House) لكل من لديه شيء له علاقة بالشعر والفن. وفي تلك الفترة كان يأتي إلى أمريكا معلمون واساتذة مختصين بدراسة الروح وخاصة إلى نيويوك، فقد حضر في بيته مدرس روحي أمريكي هو رام داس (Ram Dass) والتقى مع زعيم الطرق الصوفية في العالم بير ولايت عنايت خان (Pir Vilayat Inayat Khan)، وكذلك قدم إلى بيته من الهند المعلم سوامي آتماندا (Swami Atmananda)، كما جاء اليه عدد من معلمي البوذية وكذلك معلمون من التبت.

## بداية طريقه للتصوف
ان بداية فريدلاندر بتلمسه لسلوك طريق التصوف كان من خلال اهتمامه بالتوجهات المعنوية والفكر الفلسفي عامة، والفكر الصوفي خاصة، منذ عام 1960. ثم شارك وللمرة الأولى عام 1970 في عرض كان يعرف بالرقص الصوفي، الذي نظمه المولويون بأكاديمية بروكلين الموسيقيه، وقد تأثر كثيرا بذلك الرقص الصوفي، وعلى أثر ذلك دعا عدداً من الموسيقيين إلى منزله، وحصل منهم على رد إيجابي؛ وتستمر هذه الاجتماعات ويتكرر اللقاء يومياً على مدار أسبوع، وبعدها حان موعد انطلاق رحلة جديدة لفريدلاندير، بعد أن يتعرف على كل من نزيه أوزال وقدسي أرجونار إذ يقول:
“لقد دعوني إلى مدينة قونية، للمشاركة في عرض الرقص الصوفي الذي سيعقد في رحاب مولانا جلال الدين الرومي، خلال شهر ديسمبر/ كانون الأول، وقد كانت هذه الدعوة خير وسيلة للتعرف بالشيخ مُظَفَّر أوزاك الجراحي، الذي زار الولايات المتحدة وكان له الفضل في نشر التصوف هناك خلال فترة السبعينيات.
```
وقد أصبحت أنا ونزيه أوزال وقدسي أرجونار، رفاق الدرب مدى الحياة، وبعد أن غادرت مدينة قونية توجهت إلى 
إسطنبول
 وإلى مكتبة الشيخ الصوفي مظفر اوزاك أفندي، وفور رؤيتي له وهو يصلي في أحد أركان دكانه، أدركتُ أن هذا هو دربي.
[
7
]
```

## دراسته
ثم واصل شمس دراسته حتى تخرج من كلية ماساتشوستس للفنون والتصميم في عام 1963 ومنذ ذلك الحين أصبح شخصية بارزة في عالم الفن كمصور ومصمم جرافيك ومخرج أفلام وثائقية ورسام. وهو مؤلف لتسعة كتب وقد عرضت أعماله في جميع أنحاء العالم. فريدلاندر يقوم بتدريس الاتصالات المرئية والرسم والتصوير في الجامعة الأمريكية بالقاهرة. وقد أصبح أستاذاً في مدرسة التصميم في نيويورك، وأستاذ الاتصال التحريري والإعلان والتصميم، وفي عام (1987-1988) بدأ عمله في الجامعة الأمريكية بالقاهرة، وفي عام 1992 أصبح محاضرًا كبيرًا في مجال الصحافة والاتصال الجماهيري، ومديراً لمؤسسة مركز أبل للاتصالات الجرافيكية، وفي عام 1994 عمل في صالة عرض سوني رئيساً للمجلس الاستشاري الدولي فيها؛ كما عمل في نيويورك، كمصمم ومدير فني في العديد من المنشورات، بما في ذلك النظر (التعبير). أقام عدة معارض للتصوير الفوتوغرافي والرسم، منها معارض في نيويورك والقاهرة.
عندما بدأ شمس فريدلاندر بتصوير الدراويش الدوارة في عام 1973 وفي نفس الوقت يعمل على تأليف كتابه الأول، دوامة الدراويش، متأثراً بالطريقة الصوفية التي تعرف باسم المولوية التي أسسها الشاعر والصوفي مولانا جلال الدين الرومي، وهو لا يزال في الطباعة. (الدرويش هو عضو زاهد في طائفة دينية إسلامية). وخلال هذه الفترة أصبح فريدلاندر نفسه من الدراويش المولوية، استمر فريدلاندر محاضرًا في الجامعة الأمريكية في القاهرة، بمصر، بعد أن نجح في العمل في نيويورك كمصمم ومدير فني ومعلم. وقد تم عرض أعماله الخاصة، سواء التصوير الفوتوغرافي اواللوحات، في المعارض. وفي الجامعة الأمريكية أسس مركز أبل للاتصالات الرسومية بمنحة قدرها (200000) دولار من شركة أبل للكمبيوتر.
وعندما نشر فريدلاندر كتابه وهو دراسة عن الشاعر المسلم جلال الدين الرومي في القرن الثالث عشر تناول فيه مقدمة لحياة الشاعر وفلسفته وشعره بالإضافة إلى تاريخ الصوفيين. وقد قام أحد المساهمين في مجلة (Publishers Weekly) بمراجعة إصدار مجلة (Parabola) لعام 2003، والمتخصصة بالبحوث ومنها البحوث الخاصة بالتصوف والمتصوفة علق قائلاً: بأن الصور الفوتوغرافية الفريدة بالأبيض والأسود والرسوم التوضيحية التاريخية وصورة الغلاف الملون الرائعة للراقصين الدوارة تلتقط الشوق، ونشوة الطرب، نعمة الله للعقلية الصوفية في التأمل إلى الصلاة والرقص.
ثم نشر كتابه الآخر الذي يحمل عنوان: (عندما تسمع ضرب حوافر، فكر في الحمار الوحشي): وهو عبارة عن محادثات حول الصوفية، وتعليم عن زهد الحياة أو العيش من منظور المسلمين الصوفيين. يشير العنوان إلى أنه من الضروري التفكير بطرق جديدة؛ على سبيل المثال، عندما يسمع المرء صوت ضرب لحافرٍ ما، لا تصنعها بالضرورة حوافر الخيول. فقد كتب فريدلاندر عن أهمية الصداقة والصبر والمساعدة، ويلاحظ أنه وفقًا للتصوف، يجب أن تمارس تعاليم الله يوميًا. ووصفت روث ر. وودمان، مراسلة كليات الكتاب بأنه «قراءة ممتازة لجميع المهتمين بفهم الإسلام والصوفية».

## الجوائز والأوسمة
- حصل على أكثر من ثلاثين جائزة بما ذلك الجائزة الفضية من نادي نيويورك لفن الاخراج؛ حصل عام 2001 على جائزة (سوني صانع فيلم فيديو Sony Vidio Filmmaker award) عن فيلمه، الرومي: اجنحة الحب.
- حصل على جائزة الفن والثقافة من المركز الإسلامي الملكي للدراسات الاستراتيجية، في عمان، الأردن.[11]

## أعماله
له عدد من المؤلفات  اهمها:
- حصاد الشتاء.
- دوامة الدراويش:[13] هو كتاب لسرد تعليمات الطريقة الصوفية المعروفة باسم المولوية، مؤسسها الشاعر الصوفي مولانا جلال الدين الرومي، والقسم الموسيقي لـنزيه أوزال، ماكميلان (نيويورك، نيويورك)، 1975، وقد ترجمتها إلى الفارسية شكوفه كاواني.

وقد نشر مرة أخرى، مطبعة جامعة ولاية نيويورك (ألباني، نيويورك)، 1992، أعيد طبعه تحت عنوان: الرومي ودوامة الدراويش: وهو ذات المضمون لتعليمات الطريقة الصوفية المعروفة باسم«المولوية» مؤسسها«الشاعر الصوفي» مولانا جلال الدين الرومي، وورد ذلك في«مجلة بارابولا»(نيويورك، نيويورك)، 2003.
- تقديم: أقوال النبي محمد، تدوينات حديثة للحاج الشيخ مظفر الدين، هارب رو (نيويورك، نيويورك)، 1977.
- تسع وتسعون من أسماء الله الحسنى: الأسماء الجميلة، بالخط العربي لحميد العميدي، الترجمة العربية والتركية لتوفيق توبوز أوغلو، هاربر ورو (نيويورك، نيويورك)، 1978.
- عندما تسمع أصوات ضرب حوافر، فكر في الحمار الوحشي: محادثات حول التصوف، مكتبة بيرنيال (نيويورك، نيويورك)، 1987.
- ضوء الشمس، قصائد، وكلمات أخرى، كتب صافينا (القاهرة، مصر)، 1997.
- الرومي: الكنز الخفي، سيرة ذاتية (لويسفيل. كنتاكي)2001.
- كاتب ومنتج ومخرج الفيلم الوثائقي «الرومي: أجنحة الحب»، ج. 2002.
- مساهم في المقالات والصور الفوتوغرافية والتصميم للدوريات، بما في ذلك رؤية للشرق الأوسط، والصحافة الرقمية، والجغرافية.

## أعمال جارية
دوائر التذكر (فيلم).

## حياته الشخصية
في عام 1994 احيل فريدلاندر على التقاعد بعد ان عمل لمدة (20) سنة استاذاً في الجامعة الأمريكية بالقاهرة، ثم استقر لاحقاً في إسطنبول وهو متزوج من سيدة تركية وله ابن واحد.

## وفاته
توفي البروفيسور والكاتب الأمريكي المسلم شمس فريدلاندر في إسطنبول يوم الثلاثاء 22 نوفمبر 2022م، عن عمر ناهز 82 عام، وشيع جثمانه في مسجد الفاتح.